# سیارک ۲۵۶۳۰
سیارک ۲۵۶۳۰ (به انگلیسی: 25630 Sarkar، نامگذاری:2000AT53)۲۵۶۳۰مین سیارک کشف شده‌است که در ۰۴ ژانویه ۲۰۰۰ کشف شد.